# 内藤守正
内藤 守正（ないとう もりまさ、1878年7月23日 - 1952年10月6日）は、日本の政治家。衆議院議員（1期）。

## 経歴
愛知県出身。日露戦争に参加する。弥富町長、海部郡会議員、愛知県会議員、同参事会員、所得調査委員、小作調停委員、弥富町農会長、弥富信用購買販売組合生産組合長、愛知県信用組合連合会理事、弥富金魚同業組合長、同耕地整理組合長、県耕地協会理事、同監事となる。
1936年の第19回衆議院議員総選挙では愛知3区(当時)から立憲民政党公認で立候補したが次点で落選。翌1937年の第20回衆議院議員総選挙でも次点で落選。しかし、同年10月に同じ選挙区の滝正雄の企画院総裁就任による退職により繰り上げ当選となる。衆議院議員を1期務めた。1942年の第21回衆議院議員総選挙では非推薦で立候補のため落選した。1946年の第22回総選挙は愛知1区から日本進歩党公認で立候補したが落選した。1952年死去。